# Jardín de plantas nativas Sylvan Grove
El Jardín de plantas nativas Sylvan Grove, (inglés: Sylvan Grove Native Garden) es un jardín botánico de 1,5 hectáreas de extensión en Bankstown, Nueva Gales del Sur, Australia. 
El código de reconocimiento internacional de "Sylvan Grove Native Garden" como miembro del "Botanic Gardens Conservation Internacional" (BGCI), así como las siglas de su herbario es SYLVN.

## Localización e información
El jardín botánico se ubica en una ladera de arenisca de la que se encuentra en el área de Sídney. La senderos van hacia adelante y hacia atrás a través de la ladera, haciendo que el jardín parezca considerablemente más grande que las 1.5 hectáreas que tiene. 
Sylvan Grove Native Garden 7 Sylvan Grove, Picnic Point, Recreation and Community Officer
Bankstown City Council, Bankstown NSW 2000 Australia.
Planos y vistas satelitales.33°55′10.1994″S 151°2′5.6394″E / -33.919499833, 151.034899833
Estos jardines están abiertos de lunes viernes de 7 a. m. a 3 p. m.. A mediados de agosto a 30 de noviembre también abren sábados y domingos de 9 a 5.

## Historia
El sitio de 1.5 hectáreas fue establecido en 1964 y ahora está bajo administración del Ayuntamiento de Bankstown y de la "Georges River Parkland Trust".

## Colecciones
Situado en una zona natural del bushland, el jardín de plantas nativas Sylvan Grove tienen unas 1.500 especies de plantas nativas que se han recolectado por todas partes de Australia. El 100 % de sus colecciones es de flora australiana.
Estos grupos de plantas han sido cuidadosamente seleccionados por su valor, rareza, diversidad o interés. La mayor parte de las plantas son nativas a esta área, y otras traídas de otros puntos de Australia se dan en puntos más soleados o más sombríos dependiendo de su hábito. 
Se recrea un sendero de selva, junto a un reguera de agua hay una sombría selva tropical con agrupaciones de diversos tipos de helechos. Bajo el dosel forestal en el sotobosque se desarrolla una colección de diversas especies de orquídeas. 
Entre las especies de plantas son de destacar Boronia mollis, con sus flores rosadas, destacan claramente en las zonas de piedra arenisca durante la primavera. La especie Chorizema cordatum (Heart-leaf Flame-pea) que crece en sombra con terreno seco con flores anaranjadas y rosadas de un colorido espectacular.